# Кубок володарів кубків 1969—1970
Кубок володарів кубків 1969—1970 — 10-ий розіграш Кубка володарів кубків УЄФА, європейського клубного турніру для переможців національних кубків. 

## Учасники
| №п/п | Клуб              | Турнір                                     |
| ---- | ----------------- | ------------------------------------------ |
| 1    | «Слован»          | Володар Кубка володарів кубків 1968—1969   |
| 2    | «Манчестер Сіті»  | Володар Кубка Англії 1968—1969             |
| 3    | МТК               | Володар Кубка Угорщини 1968                |
| 4    | «Рейнджерс»       | Фіналіст Кубка Шотландії 1968—1969         |
| 5    | «Рома»            | Володар Кубка Італії 1968—1969             |
| 6    | «Шальке 04»       | Фіналіст Кубка ФРН 1969                    |
| 7    | «Атлетік»         | Володар Кубка Іспанії 1969                 |
| 8    | «Гурник»          | Володар Кубка Польщі 1968—1969             |
| 9    | «Дукла»           | Володар Кубка Чехословаччини 1968—1969     |
| 10   | «Лірс»            | Володар Кубка Бельгії 1968—1969            |
| 11   | «Торпедо»         | Володар Кубка СРСР 1968                    |
| 12   | «Академіка»       | Фіналіст Кубка Португалії 1968—1969        |
| 13   | ПСВ               | Фіналіст Кубка Нідерландів 1968—1969       |
| 14   | «Магдебург»       | Володар Кубка НДР 1968—1969                |
| 15   | «Динамо» (Загреб) | Володар Кубка Югославії 1968—1969          |
| 16   | «Левські-Спартак» | Фіналіст Кубка Болгарії 1968—1969          |
| 17   | «Кардіфф Сіті»    | Володар Кубка Уельсу 1968—1969             |
| 18   | «Стяуа»           | Володар Кубка Румунії 1968—1969            |
| 19   | «Гезтепе»         | Володар Кубка Туреччини 1968—1969          |
| 20   | «Марсель»         | Володар Кубка Франції 1968—1969            |
| 21   | «Рапід»           | Володар Кубка Австрії 1968—1969            |
| 22   | «Олімпіакос»      | Фіналіст Кубка Греції 1968—1969            |
| 23   | «Санкт-Галлен»    | Володар Кубка Швейцарії 1968—1969          |
| 24   | «Норрчепінг»      | Володар Кубка Швеції 1968—1969             |
| 25   | «Ардс»            | Володар Кубка Північної Ірландії 1968—1969 |
| 26   | «Фрем»            | Фіналіст Кубка Данії 1968—1969             |
| 27   | «Мйондален»       | Фіналіст Кубка Норвегії 1968               |
| 28   | «Шемрок Роверс»   | Володар Кубка Ірландії 1968—1969           |
| 29   | «Сліма Вондерерс» | Володар Кубка Мальти 1968—1969             |
| 30   | «КуПС»            | Володар Кубка Фінляндії 1968               |
| 31   | «Уніон»           | Володар Кубка Люксембургу 1968—1969        |
| 32   | «Вестманнаейя»    | Володар Кубка Ісландії 1968                |
| 33   | АПОЕЛ             | Володар Кубка Кіпру 1968—1969              |

## Попередній раунд
| Команда 1                | Заг.    | Команда 2        | 1-й матч | 2-й матч |
| ------------------------ | ------- | ---------------- | -------- | -------- |
| 27 серпня/3 вересня 1969 |         |                  |          |          |
| Рапід (Відень)           | 1:1 (ч) | Торпедо (Москва) | 0:0      | 1:1      |

## Перший раунд
| Команда 1                | Заг.    | Команда 2           | 1-й матч | 2-й матч |
| ------------------------ | ------- | ------------------- | -------- | -------- |
| 30 серпня/1 жовтня 1969  |         |                     |          |          |
| Вестманнаейя             | 0:8     | Левскі-Спартак      | 0:4      | 0:4      |
| 17/24 вересня 1969       |         |                     |          |          |
| Льєрс                    | 11:1    | АПОЕЛ               | 10:1     | 1:0      |
| 17/30 вересня 1969       |         |                     |          |          |
| Норрчепінг               | 5:2     | Сліма Вондерерс     | 5:1      | 0:1      |
| 17 вересня/1 жовтня 1969 |         |                     |          |          |
| Олімпіакос               | 2:7     | Гурник (Забже)      | 2:2      | 0:5      |
| Рейнджерс                | 2:0     | Стяуа               | 2:0      | 0:0      |
| Фрем                     | 2:2 (ч) | Санкт-Галлен        | 2:1      | 0:1      |
| Ардс                     | 1:3     | Рома                | 0:0      | 1:3      |
| Рапід (Відень)           | 3:6     | ПСВ                 | 1:2      | 2:4      |
| Гезтепе                  | 6:2     | Уніон (Люксембург)  | 3:0      | 3:2      |
| Мйондален                | 2:12    | Кардіфф Сіті        | 1:7      | 1:5      |
| Шемрок Роверс            | 2:4     | Шальке 04           | 2:1      | 0:3      |
| Дукла (Прага)            | 1:2     | Олімпік (Марсель)   | 1:0      | 0:2 дч   |
| Динамо (Загреб)          | 3:0     | Слован (Братислава) | 3:0      | 0:0      |
| Магдебург                | 2:1     | МТК (Будапешт)      | 1:0      | 1:1 дч   |
| Академіка (Коїмбра)      | 1:0     | КуПС                | 0:0      | 1:0      |
| Атлетік (Більбао)        | 3:6     | Манчестер Сіті      | 3:3      | 0:3      |

## Другий раунд
| Команда 1            | Заг.         | Команда 2           | 1-й матч | 2-й матч |
| -------------------- | ------------ | ------------------- | -------- | -------- |
| 12/26 листопада 1969 |              |                     |          |          |
| Гурник (Забже)       | 6:2          | Рейнджерс           | 3:1      | 3:1      |
| Левскі-Спартак       | 4:0          | Санкт-Галлен        | 4:0      | 0:0      |
| Рома                 | 1:1 (монета) | ПСВ                 | 1:0      | 0:1 дч   |
| Гезтепе              | 3:1          | Кардіфф Сіті        | 3:0      | 0:1      |
| Норрчепінг           | 0:1          | Шальке 04           | 0:0      | 0:1      |
| Олімпік (Марсель)    | 1:3          | Динамо (Загреб)     | 1:1      | 0:2      |
| Магдебург            | 1:2          | Академіка (Коїмбра) | 1:0      | 0:2      |
| Льєрс                | 0:8          | Манчестер Сіті      | 0:3      | 0:5      |

## 1/4 фіналу
| Команда 1           | Заг.    | Команда 2      | 1-й матч | 2-й матч |
| ------------------- | ------- | -------------- | -------- | -------- |
| 10/18 березня 1970  |         |                |          |          |
| Левскі-Спартак      | 4:4 (ч) | Гурник (Забже) | 3:2      | 1:2      |
| Рома                | 2:0     | Гезтепе        | 2:0      | 0:0      |
| Динамо (Загреб)     | 1:4     | Шальке 04      | 1:3      | 0:1      |
| Академіка (Коїмбра) | 0:1     | Манчестер Сіті | 0:0      | 0:1 дч   |

## 1/2 фіналу
| Команда 1           | Заг.                                | Команда 2      | 1-й матч | 2-й матч |
| ------------------- | ----------------------------------- | -------------- | -------- | -------- |
| 1/15 квітня 1970    |                                     |                |          |          |
| Шальке 04           | 2:5                                 | Манчестер Сіті | 1:0      | 1:5      |
| 1/15/22 квітня 1970 |                                     |                |          |          |
| Рома                | 4:4 (1:1 дч - третій матч) (монета) | Гурник (Забже) | 1:1      | 2:2 дч   |

## Фінал
| 29 квітня 1970 |

| Манчестер Сіті        | 2:1      | Гурник (Забже) |
| --------------------- | -------- | -------------- |
| Янг 12' Лі 43' (пен.) | Протокол | Ослизло 68'    |

| Пратерштадіон, Відень Глядачів: 7 968 Арбітр: Пауль Шиллер |

| Володар Кубка володарів кубків 1969—1970 |
| ---------------------------------------- |
| Англія                                   |
| Манчестер Сіті 1-й титул                 |